# توماس ماثيو بيري
توماس ماثيو بيري هو سياسي أمريكي وحاكم ولاية داكوتا الجنوبية ينتمي إلى الحزب الديمقراطي. ولد توماس ماثيو بيري في 23 ابريل من سنة 1879 في ولاية نبراسكا الأمريكية كان بيري حاكما على ولاية داكوتا الجنوبية ما بين الأعوام 1933 إلى عام 1937 توفي توماس ماثيو بيري في 30 أكتوبر من سنة 1951 في رابيد ستي في ولاية داكوتا الجنوبية.